# RELB
RELB‏ (RELB proto-oncogene, NF-kB subunit) هوَ بروتين يُشَفر بواسطة جين RELB في الإنسان.